# Camilla Cagliostri
Camilla Cagliostri è un personaggio immaginario ideato dallo scrittore italiano Giuseppe Pederiali e protagonista di quattro romanzi e di altrettanti racconti di genere poliziesco.

## Elenco opere

### Romanzi
- Camilla nella nebbia (2003)
- Camilla e i vizi apparenti (2004)
- Camilla e il Grande Fratello (2005)
- Camilla e il Rubacuori (2010)

### Racconti
- L'ispettore Camilla e l'assassina di Babbo Natale (2004)
- Camilla e il tortellino dell'ingordo (2004)[2]
- Camilla e il gioco del delitto (2005)
- Camilla e la taglia di centomila euro (2005)

È inoltre nominata nel romanzo postumo La setta dei Golosi (2016).

## Biografia del personaggio
Camilla Cagliostri nasce a Finale Emilia da padre molisano e madre originaria della bassa pianura modenese attorno al 1974. La sua vita è segnata da un trauma accadutole nella sua infanzia, quando sua sorella Elisabetta detta Lisa viene violentata e uccisa da un maniaco; questo evento è determinante nella sua decisione di entrare in polizia, che prende dopo aver iniziato a frequentare l'università.
Camilla, avendo raggiunto il grado d'ispettore, è assegnata all'ufficio minori della questura di Modena, occupandosi spesso di casi riconducibili alla prostituzione minorile, ma talvolta ottiene incarichi che esulano dal suo usuale campo, come la protezione di persone minacciate di morte o le indagini su omicidi, di cui può capitare che continui ad occuparsi anche contravvenendo ad ordini superiori.
I suoi colleghi più stretti sono il commissario Francesco Savino, suo diretto superiore, che nutre in lei una grande fiducia, l'ispettore Nanda Violo, con cui condivide l'ufficio a partire dal secondo romanzo della serie e gli agenti Vincenzo Salinitro e Donato Barleri. Col questore ha un buon rapporto finché questo ruolo è ricoperto da Cosimo Di Nardo, come nei primi tre romanzi; questo si fa molto più difficile quando egli è sostituito da Carolina Bergonzini (in Camilla e il Rubacuori), che comunque col tempo impara ad apprezzare il modo di fare dell'ispettore Cagliostri. La risoluzione dei casi narrati nei vari romanzi le ha dato una certa notorietà sui mezzi di comunicazione di Modena e provincia.
Da ragazzina Camilla, come molte sue coetanee, aveva subito il fascino di Riccardo Merighi, personaggio di Camilla e i vizi apparenti, di cui è rimasta amica. Accetta il corteggiamento del suo collega Donato Barleri, innamorato da lei da lungo tempo, e ne diventa l'amante fissa, anche se non lo considera il proprio fidanzato ufficiale. Con Matilde Luppi in Camilla e i vizi apparenti la poliziotta vive momenti d'intimità che fanno pensare ad una relazione di tipo lesbico.
In Camilla e il Rubacuori si concede al dottor Antonio Bellomi, medico dell'Istituto di Medicina legale, per renderlo più disponibile a condividere informazioni sulle autopsie delle vittime del serial killer.
In molti passaggi si rimarca l'avvenenza di Camilla, che viene paragonata all'attrice Uma Thurman in Pulp Fiction. Camilla abita in un appartamento in via Lovoleti, nel centro storico di Modena, ed è una buona conoscitrice di diversi aspetti della cultura locale, come l'arte, la storia e il dialetto. È inoltre una grande appassionata di canzone napoletana, di cui possiede una discoteca notevole. Guida una Mini Cooper di colore rosso.

## Racconti con Camilla per protagonista

### L'ispettore Camilla e l'assassina di Babbo Natale
La mattina di Natale viene ritrovato in una piazza di Modena il corpo di un uomo sulla settantina vestito da Babbo Natale. senz'alcun documento addosso, appartentemente morto dopo essere caduto all'indietro battendo la testa contro un ferro sporgente da una cancellata. Una testimone oculare dice di averlo visto litigare con una vecchia che l'aveva fatto cadere colpendolo con una scopa; Camilla ipotizza che possa trattarsi del Babbo Natale autentico e che l'assassina sia nientemeno che la Befana, gelosa del successo di una figura inseritasi nella cultura italiana da pochi decenni. Il mistero si risolve dopo poco, quando si costituisce la vera responsabile: la moglie dell'uomo, un pensionato modenese che in tempo d'Avvento faceva lavoretti vestito da Babbo Natale, la quale era stanca che il marito sperperasse i suoi guadagni in bevute.

#### Edizioni
- Giuseppe Pederiali, L'ispettore Camilla e l'assassina di Babbo Natale, in  Nicoletta Grill (a cura di), Giallo Natale, prefazione di Corrado Augias, Milano, Mondolibri, 2004.
- Giuseppe Pederiali, L'ispettore Camilla e l'assassina di Babbo Natale, in  Nicoletta Grill (a cura di), Giallo Natale, prefazione di Corrado Augias, Milano, Cairo Editore, 2006,  pp. 289-297, ISBN 88-6052-049-5.

### Camilla e il tortellino dell'ingordo
Poco prima di Natale, nel paese dove Camilla è nata e si trova in vacanza, viene ritrovato a pezzi il cadavere di un uomo : la testa in casa della magliaia Ernestina, un piede del giardino del maestro Magni, un altro piede nell'auto del mediatore Attilio Govoni, una mano sul davanzale della casalinga Aida Cesarini e un braccio con l'altra mano nella stalla dell'agricoltore Giannino Accorsi. I pezzi si scoprono appartenere a un caduto sul lavoro, ucciso da una macchina tritarifiuti, che veniva trasportato al paese natio e la cui bara era stata manomessa durante una sosta nei paraggi. Camilla, tornata dall'Ernestina dopo il primo rinvenimento, scopre che alcune delle persone coinvolte si erano riunite in casa sua; la magliaia le spiega che volevano solo capire se avessero un nemico comune che li aveva presi di mira e le racconta che la sorella di Aida, morta di parto alcuni anni prima, era stata sedotta e abbandonata dall'Accorsi, che era stato anche il proprio fidanzato.
Camilla va cena da Aida, che l'aveva invitata nella sua precedente visita e che le confessa di aver prelevato i frammenti anatomici poi, dopo aver mangiato un tortellino, si accascia esanime. Il medico chiamato a constatare il decesso nota che si trattava del cosiddetto tortellino dell'ingordo, un tortellino di sola pasta senza il ripieno a base di carne, che era stato avvelenato con arsenico. Camilla sospetta che l'assassina sia l'Ernestina e si reca a casa di quest'ultima, portando con sé dei tortellini preparati da Aida e pregandola di cucinare quelli. Quando l'Ernestina scopre chi li ha realizzati, rinuncia a mangiarli e confessa di aver avvelenato il tortellino, nascosto tra quelli di Aida, per impedire che questa la colpisse per prima.

#### Edizioni
- Giuseppe Pederiali, Camilla e il tortellino dell'ingordo, in  AA.VV., Misteri di Natale. Racconti per un'attesa piena di suspense, Cinisello Balsamo, San Paolo, 2004,  pp. 161-176, ISBN 88-215-5263-2.

### Camilla e il gioco del delitto
Camilla è incaricata di indagare su un omicidio avvenuto alla sede modenese del Club del Canarino, che riunisce degli appassionati del genere giallo. La vittima è lo scrittore Antonello Borlenghi; tra i sospettati ci sono altri soci, tra i quali Carlo Avila, proprietario della sede, e Valeria Cattaneo, libraia.
Anche l'attrice Federica Mancini, socia del club, viene trovata morta, mentre Valeria scompare dalla circolazione dopo aver detto alla sua portinaia di essere diretta ad Adelaide e aver prosciugato il proprio conto corrente, azione quest'ultima compiuta anche da Avila. Per stanare la libraia, Camilla fa diffondere la falsa notizia secondo cui Angela Lansbury (interprete de La signora in giallo) incontrerebbe i fan alla libreria Feltrinelli di Piazza Duomo a Milano. Il suo piano ha successo; Valeria confida alla poliziotta che tutto era nato da un gioco mortale ideato al Club del Canarino: Borlenghi, Avila e la Mancini avevano affidato i loro averi alle sue mani ed ella li avrebbe poi consegnati a chi dei tre contendenti fosse rimasto vivo. Tuttavia la Cattaneo, invece di consegnarli ad Avila, aveva deciso di tenerli per sé e sparire. Avila invece, traviato dalle chiacchiere della portinaia, aveva acquistato un biglietto aereo per l'Australia.

#### Edizioni
- Giuseppe Pederiali, Camilla e il gioco del delitto, in  Giuseppe Pederiali e Roberto Barbolini, Giallo in città, collana Due thriller per due autori, Reggio Emilia, Aliberti, 2005,  p. 128, ISBN 88-7424-076-7.

### Camilla e la taglia di centomila euro
Il commissario Savino affida assegna a Camilla il compito di vigilare sull'incolumità di Silvana Morandi, una piacente cinquantenne, legalmente separata dal marito e apparentemente benvoluta da tutti, su cui uno sconosciuto ha messo una taglia da centomila euro mediante adesivi affissi in tutta Modena. Nessun sicario si manifesta, ma il morto ci scappa comunque: si tratta del marito della Morandi, che conservava le chiavi della casa della moglie e che questa avrebbe scambiato per un potenziale assassino, abbattendolo con la pistola che si era procurata per la propria sicurezza. Camilla però sospetta che si sia trattato di un omicidio volontario, tanto più che l'uomo stava per fare alla sua nuova compagna un'ingente donazione, che in questo modo è rimasta nell'asse ereditario.
Dopo un anno, Camilla nota su una cartolina scritta dalla Morandi lo stesso errore ortografico commesso sugli adesivi della taglia. Perquisendo l'appartamento, si trovano in effetti dei manifestini avanzati, che solo la sua autrice poteva possedere.

#### Edizioni
- Giuseppe Pederiali, Camilla e la taglia di centomila euro, in  AA.VV., Parma Noir e altri racconti, volume 1. Scrivere in giallo, Parma, Gazzetta di Parma editore, 2005,  p. 192, ISBN 88-7847-070-8.

## Critica
Il cambio di registro dell'autore, passato dalle dimensioni fantastiche e fiabesche ovvero storiche di lavori precedenti a quella del giallo e del noir di ambientazione cittadina è stato visto come una presa di coscienza del mutamento antropologico e culturale della provincia emiliana. L'ambivalenza del ruolo di Camilla, allo stesso tempo preda e cacciatrice, è sottolineato dal riferimento al sensuale personaggio della vampira, col simile nome di Carmilla, dello scrittore irlandese Joseph Sheridan Le Fanu, con un parallelismo all'attrazione che Camilla prova per Matilde in Camilla e i vizi apparenti.